# Медово (Добрицька область)
Ме́дово (болг. Медово) — село в Добрицькій області Болгарії. Входить до складу общини Добричка.

## Населення
За даними перепису населення 2011 року у селі проживала 61 особа, усі — болгари.
Розподіл населення за віком у 2011 році:
Динаміка населення: